# Piotr Farfał
Piotr Farfał (* 22. Mai 1978 in Głogów) ist ein polnischer, Journalist und Politiker der rechtsextremen Liga Polskich Rodzin (LPR).

## Werdegang
Farfał studierte Jurisprudenz an der Universität Stettin sowie an der Höheren Schule für Bankwesen in Breslau. Er war Funktionär der offen antisemitischen Allpolnischen Jugend sowie Mitglied der Partei Nationale Wiedergeburt Polens. Während seiner Studienjahre und auch danach schrieb er für die rechtsextreme Fanzine „Front“, später für die Zeitschrift „Szczerbiec“ (der Name ist eine Anlehnung an das erhaltene Piastische Krönungsschwert). Nach dem Studienabschluss war Farfał zeitweilig Leiter des Verlages „Ars Politica“. Auch ein eigenes Sachbuch aus seiner Feder Myśleć po polsku („Denken auf polnisch“) wurde publiziert. Bei den Selbstverwaltungswahlen 2002 kandidierte er für die Liga Polskich Rodzin (LPR) erfolglos zum Stadtrat von Głogów. Bei der Parlamentswahl 2005 kandidierte er ebenfalls vergeblich für die LPR.
Im Mai 2006 wurde er vom Aufsichtsrat des Staatsfernsehens TVP, auf Vorschlag seiner Partei, die zu jener Zeit an der polnischen Regierungskoalition beteiligt war, in den Vorstand des Senders berufen und zum Vizeintendanten der TVP ernannt. Einen von ihm selbst veranlassten Prozess gegen die überregionale Zeitung Gazeta Wyborcza verlor Farfał. Im Mai 2008 entschied das Gericht in Warschau, dass sich Farfal die Bezeichnung „Ex-Neonazi“ gefallen lassen müsse.
Nach dem Rücktritt des Intendanten Andrzej Urbański wurde Farfał im Januar 2009 neuer kommissarischer Intendant beim TVP. Seine Amtshandlungen machten ihn zu einer umstrittenen öffentlichen Person. Er widerrief unter anderem einen bereits bestehenden Vertrag zur Koproduktion des Senders bei einem geplanten US-amerikanischen Spielfilm über die 2008 verstorbene Irena Sendler. Der Aufsichtsrat des Senders scheiterte am 14. April in der Abstimmung beim Antrag, ihn zu entlassen, an einer fehlenden Stimme.
In einem auch in Englisch im Internet veröffentlichten offenen Brief an die Staatsspitze, die Senatoren und die Abgeordneten des polnischen Parlaments vom 26. März 2009 verlangten polnische Journalisten und Intellektuelle die Abberufung des Intendanten Farfał. Sie warfen ihm darin vor, Gesinnungsgenossen auf Chefposten zu berufen, Zensur auszuüben und Projekte zu implementieren, die dem öffentlichen Programmauftrag zuwiderliefen.
Wegen Farfał hat der Kultursender Arte seine Kooperation mit dem öffentlichen polnischen Fernsehen eingefroren.
Zum polnischen Nationalfeiertag, dem 3. Mai, wurde von polnischen Filmschaffenden zum Boykott des Senders aufgerufen. Dem Appell schlossen sich Agnieszka Holland und Andrzej Wajda und viele weitere Künstler und Intellektuelle an.
Nach dem 1. Oktober 2009 war Farfał, einem Beschluss des Aufsichtsrates zufolge, nicht mehr Chef des polnischen Fernsehens. Seinen Posten übernahm, vorläufig nur geschäftsführend, Bogusław Szwedo.
Später eröffnete er eine eigene Anwaltskanzlei in Warschau.

## Schriften (Auswahl)
- Myśleć po polsku („Denken auf polnisch“)[6]